# Chiriqui-Breitflügelfledermaus

Verbreitungsgebiet der Chiriqui-Breitflügelfledermaus

Die Chiriqui-Breitflügelfledermaus (Neoeptesicus chiriquinus) ist eine Fledermaus in der Familie der Glattnasen, die in Südamerika sowie in Panama vorkommt.

## Merkmale
Mit einer Kopfrumpflänge von 62 bis 69 mm, einer Schwanzlänge von 36 bis 51 mm und einem Gewicht von 9 bis 13 g ist die Art ein mittelgroßer Gattungsvertreter. Sie hat 43 bis 48 mm lange Unterarme, 9 bis 13 mm lange Hinterfüße und 12 bis 17 mm lange Ohren.  Oberseits ist das Fell meist schwarz gefärbt, obwohl auch Exemplare mit goldbraunem Fell vorkommen. Die Unterseite ist von braunem Fell bedeckt. Kennzeichnend sind die 8 bis 10 mm langen Haare der Oberseite. Von den Gattungsmitgliedern mit kurzen Unterarmen (kleiner 48 mm) hat nur die Schwarze Breitflügelfledermaus (Eptesicus andinus) ähnlich lange Haare. Im Vergleich zwischen diesen beiden Arten hat die Chiriqui-Breitflügelfledermaus einen deutlich ausgeprägten Scheitelkamm.

## Verbreitung und Lebensweise
Die Chiriqui-Breitflügelfledermaus hat mehrere voneinander getrennte Populationen in Ecuador, Kolumbien, Venezuela und Panama. Laut einer Studie von 2013 kommt sie auch im brasilianischen Amazonasbecken sowie im Bereich des Mata Atlântica vor. Sie hält sich in immergrünen tropischen Wäldern und anderen Feuchtwäldern auf. Die Art lebt im Flachland und in Gebirgen bis 3000 Meter Höhe.
Die Chiriqui-Breitflügelfledermaus jagt Insekten. Sie nutzt dabei oft Waldschneisen und das Umfeld von Straßen.

## Status
Vermutlich wirken sich Landschaftsveränderungen negativ auf den Bestand aus. Die IUCN listet die Chiriqui-Breitflügelfledermaus als nicht gefährdet (least concern). Im Verbreitungsgebiet gibt es verschiedene Schutzgebiete.

## Belege
1. ↑  
Eptesicus chiriquinus. In: Don E. Wilson, DeeAnn M. Reeder (Hrsg.): Mammal Species of the World. A taxonomic and geographic Reference. 2 Bände. 3. Auflage. Johns Hopkins University Press, Baltimore MD 2005, ISBN 0-8018-8221-4.
2. 1 2 3  
Reid, Fiona: A Field Guide to the Mammals of Central America and Southeast Mexico. Oxford University Press, 2009, S. 157–158 (Eptesicus chiriquinus).
3. ↑  
Alfred L. Gardner (Hrsg.): Mammals of South America. Band 1. University of Chicago Press, 2008, S. 441 (Eptesicus).
4. 1 2 3 4  
Eptesicus chiriquinus in der Roten Liste gefährdeter Arten der IUCN 2017. Eingestellt von: Molinari, J., Aguirre, L. & Samudio, R., 2008. Abgerufen am 12. Februar 2018.
5. ↑  
Zortéa et al.: The occurrence of Eptesicus chiriquinus Thomas, 1920 in the Brazilian Atlantic Forest. (PDF) In: Check List. 2013, archiviert vom Original am 11. September 2016; abgerufen am 12. Februar 2018 (englisch).  Info: Der Archivlink wurde automatisch eingesetzt und noch nicht geprüft. Bitte prüfe Original- und Archivlink gemäß Anleitung und entferne dann diesen Hinweis.